# Kabardin
Le Kabardin (russe : Kabardinskaïa) est une race de chevaux originaire du nord des montagnes du Caucase, en Russie. Ce cheval de montagne rustique, de taille modérée, est historiquement la monture des Circassiens, d'ailleurs anciennement appelée « pur-sang circassien » et plus récemment, en anglais, « Kabarda », d'où le terme français Kabarde. 

## Dénomination
Le nom russe est « Kabardinskaïa » et celui en allemand Kabardiner.

## Histoire

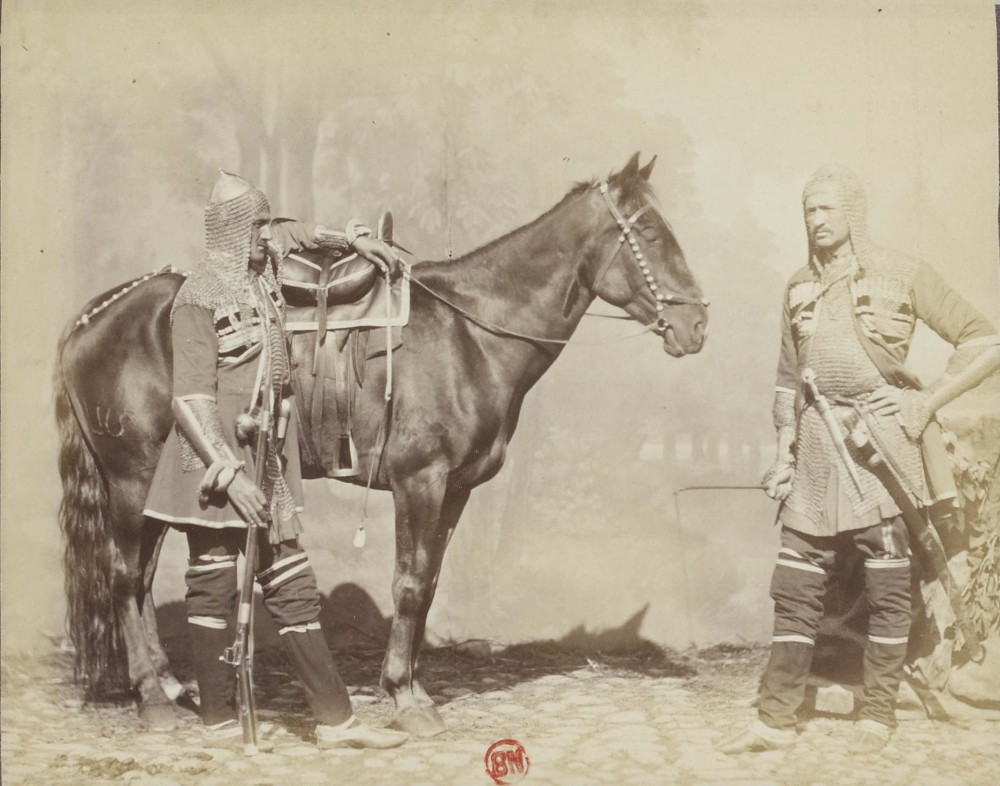
Cheval circassien à la fin du XIXe siècle ou au début du XXe siècle.

Le Kabardin est natif du Caucase, et voisin du Karabakh, ainsi que d'autres chevaux des steppes, perses, arabes et turkmènes. Leur origine est mal connue, mais on suppose que ces chevaux sont issus de robustes animaux autochtones des montagnes de Kabardie, et qu'ils sont influencés par des apports de sang. Des liens avec le Barbe ne sont pas exclus. 
La sélection naturelle d'une part, et le peuple cavalier qui en a fait son arme de guerre d'autre part, ont forgé la race Kabardine. Elle a notamment permis au peuple circassien de résister pendant plus d'un siècle au grand Empire russe, en semant les chevaux des cosaques dans les pentes et des torrents à priori infranchissables. Le type de la race n'évolue pratiquement pas jusqu'à la révolution russe. Elle a vraisemblablement été influencé par le Nogaï.
Des croisements sont ensuite introduits : la race Kabardine est croisée avec des chevaux Karabakhs, perses, Turkoman, et arabes, dans le but de produire un cheval plus grand, apte aux travaux agricoles et au bât.
Le stud-book de la race est créé en 1935. En 1980, 28 980 chevaux Kabardin sont recensés dans toute l'URSS, avec tendance à la baisse. 
Le Kabardin entre en voie de disparition car une grande partie de ces chevaux est allée alimenter les abattoirs après la perestroïka. Un autre motif est les performances jugées insuffisantes de la race lors des tests de vitesse sur hippodrome, ce qui finit par faire tomber les effectifs de juments à 400-450.

## Description
La taille moyenne enregistrée sur la base de données DAD-IS est de 1,51 m pour les femelles et 1,55 m chez les mâles. CAB International (2016) indique une fourchette plus réduite, de  1,45 m à 1,54 m. La morphologie est légère, le Kabardin montrant l'influence du cheval oriental. 
La tête est assez longue, avec un profil droit à légèrement convexe (profil romain). Les oreilles sont longues avec des pointes souvent tournées vers l'intérieur, et mobiles. L'encolure est longue et développée. Le corps est de longueur moyenne, bien musclé. Le dos est droit et solide. La poitrine est assez profonde. La croupe est bien musclée. L'épaule est oblique. Les membres sont longs, secs et bien formés (les jambes en forme de sabre ne sont pas jugées comme un défaut pour une race de montagne). Les sabots sont beaux, durs et corrects. 
La robe est généralement baie ou noire, foncée de façon générale, parfois grise et très rarement alezane.
Quelques sujets possèdent des allures supplémentaires.
Le Kabardin est considéré comme le meilleur cheval de montagne de la Russie, et par extension du Caucase et de l'Asie centrale. La race est en effet adaptée aux terrains montagneux, capable d'évoluer à des altitudes supérieures à 3 000 m, où l'oxygène est rare et les pentes, dangereuses. Il possède une aptitude naturelle à choisir le chemin le moins dangereux. Le Kabardin possède une très grande endurance et rusticité, lui permettant de travailler une journée entière dans des conditions climatiques difficiles, sans se reposer. Il tolère en effet le grand froid mais aussi la chaleur, et se satisfait d'une alimentation pauvre en extérieur toute l'année. Très intelligent, courageux, son mental est très froid mais  tonique, il ne sait pas faire d'écart (qualité acquise dans la haute montagne où faire un écart en cas de danger est souvent mortel). Il est souple et possède un très bon équilibre. Ces chevaux se développent tardivement et atteignent leur maturité vers 6 ans, mais ils vivent vieux et gardent la capacité de travailler et de se reproduire jusqu'à un âge avancé. 
Le Kabardin est élevé de façon très extensive, en tabounes, par le peuple tcherkesse, de manière très naturelle : des troupeaux de juments sont laissés en liberté avec un étalon dans la montagne, entre 2000 et 4000 m d'altitude.
Le Balkar est la variété de Kabardin propre à la haute montagne. L'Anglo-kabarde est issu du croisement de cette race avec des Pur-sang.

## Utilisations

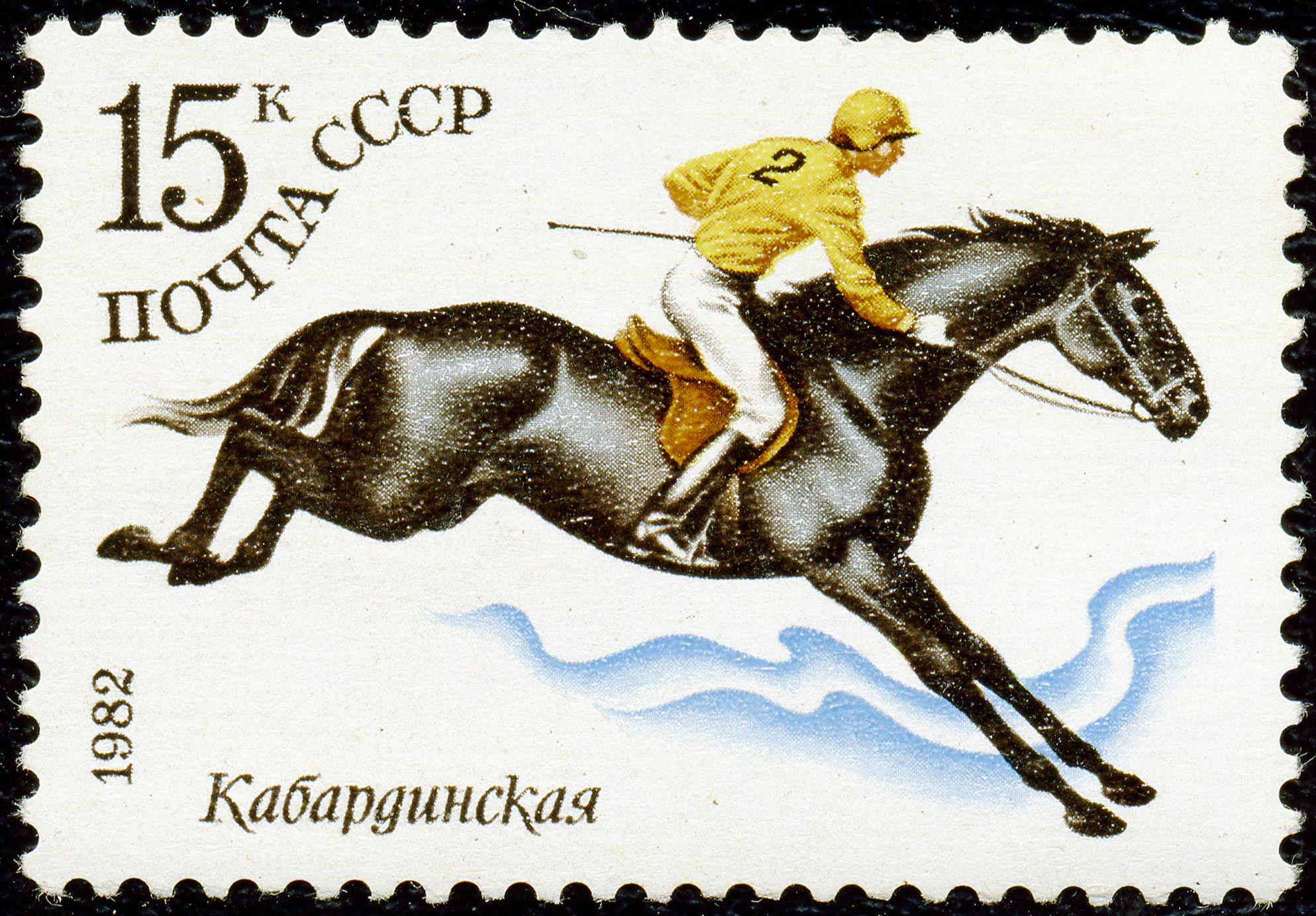
Timbre représentant un kabardin

Les Kabardin sont surtout montés en sports équestres. Ces chevaux obtiennent des résultats étonnants lors des grandes compétitions d'endurance, en regard du faible nombre de sujets entraînés. Ce sont d'excellents chevaux de randonnée, porteurs bien que fins. Ils sont aussi utilisé dans le transport de matériel. Dans leur berceau originel, ils sont essentiellement utilisés, et estimés, comme animaux de bat, de traction légère et de selle pour le transport en montagne,.
Les juments sont traites pour leur lait.
Les données de vitesse enregistrées sont 1 min 54 s sur 1 600 m, et  2 min 44.2 sur 2 400 m. 
Le Kabardin est entré en croisement avec d'autres races, il a influencé le Strelets.

## Diffusion de l'élevage
Bien que toujours présent dans son berceau des montagnes du Nord du Caucase, correspondant au Sud de la Russie, kraï de Stavropol et République de Kabardino-Balkarie, le Kabardin est considéré comme une race à diffusion internationale, qui n'est globalement pas menacée d'extinction (2018). En revanche, son niveau de menace en Russie est inconnu. En 1990, un recensement estimé fiable avait évalué à 30 333 le nombre de Kabardin en URSS, avec tendance à la baisse des effectifs.  Par ailleurs, l'ouvrage Equine Science (4e édition de 2012) le classe parmi les races de chevaux de selle peu connues au niveau international.
Des passionnés de la race tentent de la faire connaître en Europe. Sous le nom de Kabardiner, le Kabardin possède un stud-book en Allemagne, constitué à partir de chevaux importés. Le nombre de chevaux en Allemagne est très réduit, de l'ordre d'une dizaine en 2016. En France, dans les Pyrénées Atlantique, on trouve un élevage de chevaux kabarde.
La race a aussi été exportée en Chine,.